# Astragalus terektensis
Astragalus terektensis är en ärtväxtart som beskrevs av Fisjun. Astragalus terektensis ingår i släktet vedlar, och familjen ärtväxter. Inga underarter finns listade i Catalogue of Life.